# ولدما بوگیل
ولدما بوگیل (دانمارکی: Valdemar Bøggild; ۳۰ سپتامبر ۱۸۸۳ – ۲ ژوئیهٔ ۱۹۴۳) ژیمناست هنری اهل دانمارک بود.